# Ain Ghazal
Ain Ghazal, (arabisk betydning gazellenes vår) er et sted lidt uden for Amman i Jordan. hvor der er gjort et arkæologisk fund af en bosættelse, der går så langt tilbage som til år 7250 f.Kr., og som var beboet til omkring år 5000 f.Kr. Bebyggelsen dækkede et areal på 15 ha og er dermed en af de største kendte forhistoriske beboelser i det Nære Østen.

## Beboelse
I byens storhedstid omkring år 7000 f.Kr. levede omkring 3000 mennesker i den (fire eller fem gange så mange, som i den samtidige by Jeriko, som lå mod vest på den anden side af Jordanfloden). Efter 6500 f.Kr. faldt befolkningstallet brat til omkring en sjettedel indenfor få generationer, muligvis som følge af økologisk nedslidning. (Köhler-Rollefson 1992).
Ain Ghazal begyndte som en typisk landsby af begrænset størrelse, anlagt på terrasser op ad en bjergside. Husene, som var rektangulære og bygget af mursten af tørret ler, havde et firkantet hovedrum og et mindre forrum. Ydervæggene var pudset med ler, mens indervæggene var kalkede og blev overstrøget med nogle års mellemrum.
Samfundet var baseret på landbrug, hvor der dyrkedes korn (byg og en tidlig art hvede), grøntsager (ærter, bønner og linser) og kikærter i marker over landsbyen. I modsætning til indbyggerne i Jeriko holdt de geder som husdyr, men de drev også jagt på hjorte, gazeller, zebraer, grise, ræve og harer.

## Kulturelle træk
I Ain Ghazal blev nogle af de døde begravet under husets gulv, andre i det omgivende terræn. Det skete ofte, at hovedet af de, der var begravet indenfor, blev gravet op, og kraniet begravet for sig selv i en lav grav under husgulvet. Der er også fundet menneskerester i det, der lader til at være affaldsdynger med rester fra husholdningen, så ikke alle døde er blevet begravet ifølge samme skik. Hvorfor kun en mindre del blev rigtigt begravet, mens andre blot blev kastet væk, er stadig en uløst gåde.
Ain Ghazal er berømt for en samling menneskelignende statuer, som er fundet begravet i huller i nærheden af nogle særlige bygninger, som synes at have haft rituel funktion. Statuerne er i halv menneskestørrelse og fremstillet af hvidt kalk omkring en kerne af et bundt kviste. Figurerne har farvede klæder, farvet hår og er – i nogle tilfælde – udsmykket med tatoveringer eller kropsbemaling. Øjnene er dannet af skaller af porcelænsmuslinger med en pupil af bitumen.
I alt er der fundet 32 af disse kalkfigurer, fordelt på to grave. Femten af dem er i hel figur, femten er buster, og 2 er rester af hoveder. Tre af busterne havde to hoveder. Betydningen heraf kendes ikke.

## Arkæologisk historie
Ain Ghazal blev opdaget i 1974 under arbejde med at anlægge en vej. Udgravningen begyndte i 1982, men på dette tidspunkt var der anlagt ca. 600 meter vej. Trods den herved forvoldte skade gav den resterende del af Ain Ghazal en rigdom af information. Det bemærkelsesværdige fund af statuerne blev gjort under disse første udgravninger i 1983, da arkæologerne ved undersøgelse af jorden i en grøft, som var gravet ud med en bulldozer opdagede kanten af en stor grav 2,5 meter under jordoverfladen.
En yderligere udgravning under ledelse af Gary O. Rollefson fandt sted i begyndelsen af 1990'erne.